# Thistle (yacht)
Pour la ville fantôme dans l'Utah, voir Thistle.
Le yacht Thistle est un voilier de compétition , « challenger » écossais de la 7e édition de la coupe de l'America, en 1887, sous les couleurs du Royal Clyde Yacht Club opposé au "defender" américain Volunteer du New York Yacht Club.

## Conception et construction
Les plans du Thistle ont été dessinés par l’architecte naval George Lennox Watson en 1886 à la suite d'une commande d'un syndicat de membres du Royal Clyde Yacht Club, dirigé par James Bell, en vue de relever le défi de la Coupe de l'America. Les plans intérieurs ont été réalisés par Thomas Watson, frère de George. La construction a été réalisée dans le plus grand secret par les chantiers D. and W. Henderson and Company à Partick sur les bords de la Clyde, près de Glasgow. Il est le premier voilier dessiné par Watson pour cette compétition. Il possède une armature entièrement en métal avec un pont en teck.

## Carrière

Guidon du RNCYC.

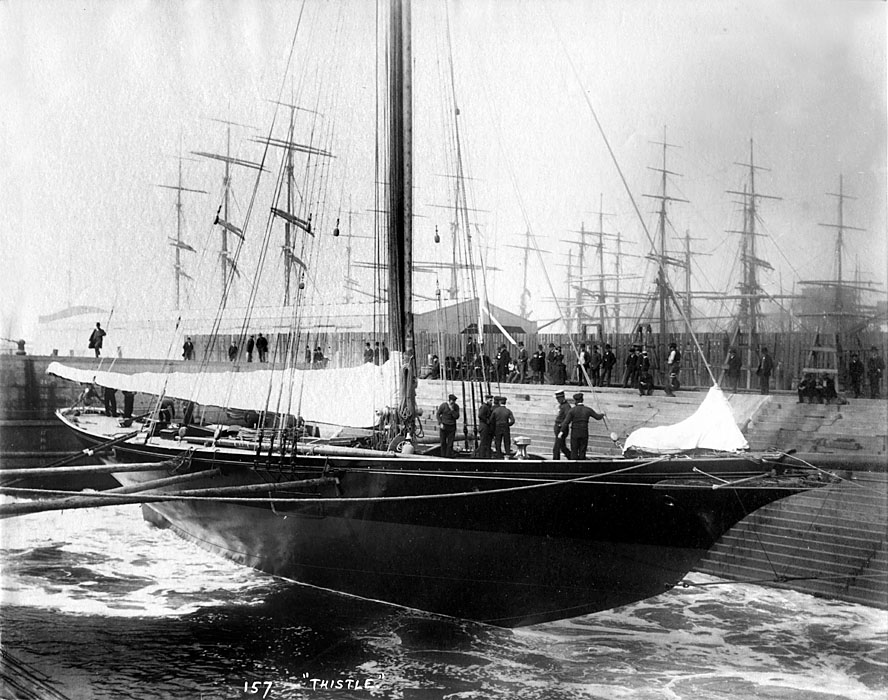
Thistle, en cale sèche dans le port de New York en 1887.
Photo : John S Johnston.

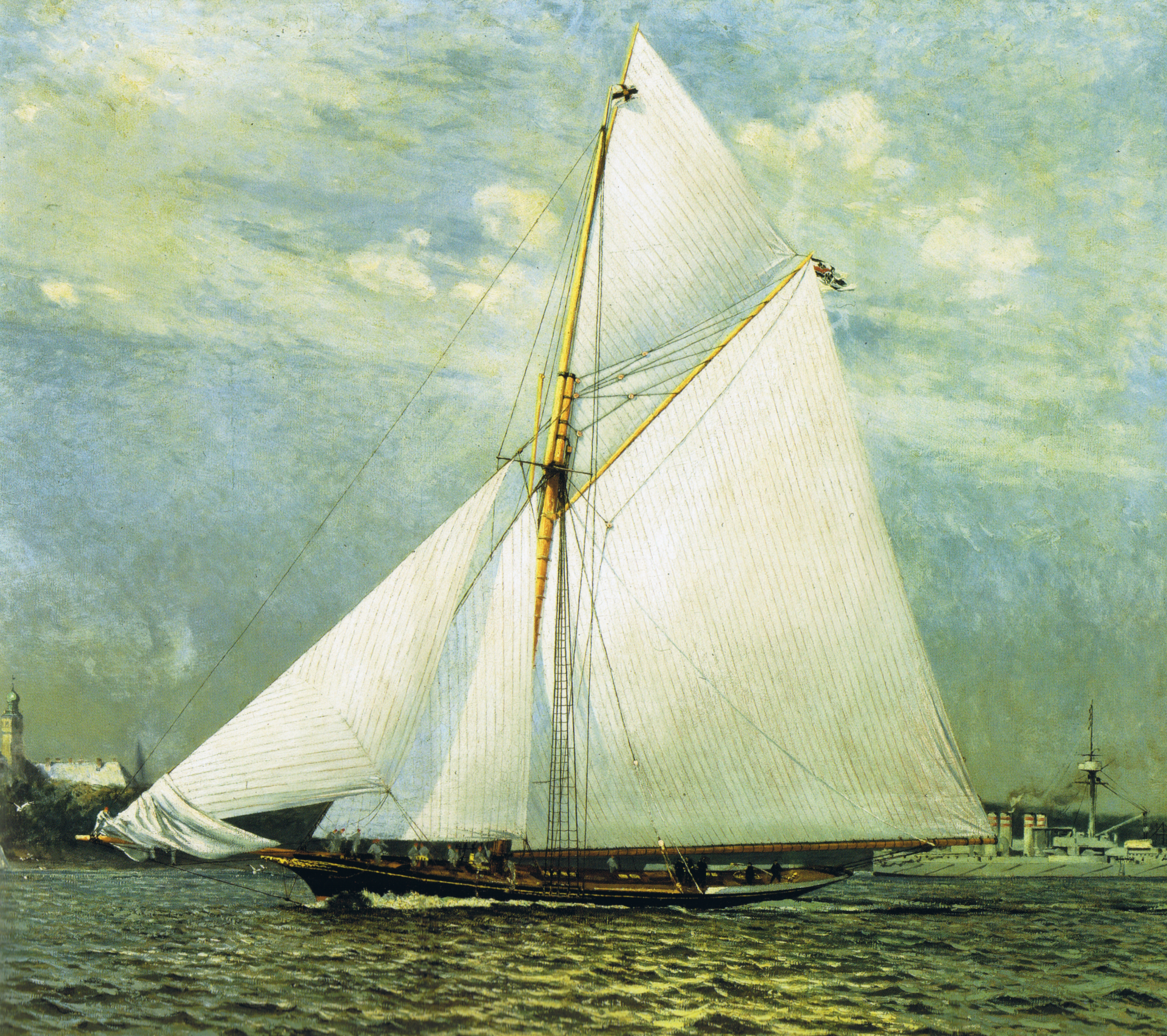
Meteor ex-Thistle à Kiel en 1893
Peinture : Fritz Stoltenberg.

Le cotre Thistle est lancé le 26 avril 1887, sa coque recouverte d'un voile afin de garder secret ses détails de construction. Il remporte ou termine second de 13 régates sur les 15 auxquelles il participe en Écosse.
Il traverse ensuite l'Atlantique en 21 jours pour rejoindre New York, le 16 août 1887, afin de participer à la Coupe de l'America face au « defender » américain Volunteer. Barré par John Barr, il perd les 2 courses du 27 et du 30 septembre 1887 et retourne en Écosse, le 14 octobre 1887. Il connaîtra par la suite une carrière honorable en compétition lors des saisons de régates anglaises.
En 1891, le voilier est vendu au Kaiser Guillaume II et renommé Meteor. Entre 1892 et 1895, lors des régates organisées à Cowes sur l’île de Wight, il affronte chaque année Britannia, voilier de son oncle le Prince de Galles, le futur Edouard VII. Il perd toutes ces courses.
En 1895, le bateau devient un navire école de la marine allemande sous le nom de Comet. Il est détruit en 1921.